# Вааранди, Антон Матсович
Антон Матсович Вааранди (эст. Anton Vaarandi, 12 сентября 1901, Рапла, Эстляндская губерния, Российская империя — 28 сентября 1979, Таллин) — эстонский советский журналист.

## Биография
Среднее образование получил в Таллине, окончив вечернюю школу в 1921 году.
Член Коммунистической партии Эстонии с 1922 года, в 1924 году попал в тюрьму за свою политическую деятельность. Следующие шесть лет он провёл в тюрьме, после освобождения в 1931 году уехал в СССР, сначала в Москву, а затем в Ленинград, где работал в эстонском издательстве.
В 1933 году был отправлен эстонским отделением Коминтерна в Скандинавию, где издавал эстонские коммунистические газеты. С 1937 по 1940 год учился в Университете Осло. После оккупации Норвегии гитлеровской Германией вернулся в Эстонию, где после её советизации взял на себя редактирование газет «Noorte hääl» (Голос молодых) и «Sirp ja Vasar» («Серп и молот»), выходивших в Таллине.
После нападения Германии на СССР был эвакуирован, оказался в блокадном Ленинграде, где издавал эстонские газеты.
Участник Великой Отечественной войны, служил в политуправлении Ленинградского фронта, капитан
После окончания войны был единственным представителем Эстонии, принимавшим участие в Нюрнбергском процессе.
С 1951 года работал в литературном журнале «Looming», с 1960 по 1968 год главный редактор.
Недолго был в браке с Деборой Вааранди.